# Безцінний Віктор Миколайович
Віктор Миколайович Безцінний (20 липня 1924, Дмитріївськ (нині Макіївка) — 2 грудня 1976, Макіївка) — Герой Радянського Союзу (1943). Учасник Другої світової війни.

## Біографічні відомості
Народився 20 липня 1924 року в місті Дмитріївськ, нині місто Макіївка Донецької області. Українець.
Освіта неповна середня. З лютого 1941 року жив в селищі Ігліно Іглінського району Башкирської АРСР, тут продовжував вчитися, працював в колгоспі.
У Червоній Армії з 1942 року. Закінчив Уфимське військове піхотне училище в 1943 році.
З травня 1943 служив на Центральному, Білоруському і 1-му Білоруському фронтах. Звання Героя командир взводу 865-го стрілецького полку 193-ї стрілецької дивізії 65-ї армії лейтенант Безцінний удостоєний за відвагу при форсуванні 15 жовтня 1943 року річки Дніпро поблизу смт Лоєв Білоруської РСР і утриманні правобережного плацдарму.
Після демобілізації в 1945 році - працював помічником прокурора у містах Макіївка і Мукачево, адвокатом в місті Луганську. Член КПРС з 1950 року.
Помер 2 грудня 1976, похований в місті Макіївка.

## Пам'ять
В селі Ігліно встановлені бюсти Героя: у 2002 році в парку імені О. Ігліної, в 2005 році — біля будівлі Іглінської середньої школи № 1, де він навчався.

## Нагороди
- Медаль «Золота Зірка» Героя Радянського Союзу[1]
- Орден Леніна